# Джон Лукас
Джон Лукас (англ. Jon Lucas) — американський сценарист та режисер. Випускник Єльського університету, а також вихованець школи Пінгрі. Він написав декілька сценаріїв для фільмів, серед яких «Похмілля у Вегасі» та «Привиди колишніх подружок».

## Фільмографія
- 2001: Rustin (сценарист)
- 2005: Курча Ціпа (редактор сценарію)
- 2005: Стрибок угору (сценарист)
- 2007: Правда і нічого більше (сценарист)
- 2008: Чотири Різдва (сценарист)
- 2009: Привиди колишніх подружок (сценарист)
- 2009: Похмілля у Вегасі (сценарист)
- 2011: Похмілля-2: з Вегаса до Бангкока (сценарист)
- 2011: Липучка (сценарист)
- 2011: Хочу як ти (сценарист)
- 2013: 21 і більше (режисер, сценарист)
- 2016: Дуже погані матусі (режисер, сценарист)
- 2016: Новорічний корпоратив (автор історії)
- 2017: Дуже погані матусі 2 (режисер, сценарист)
- 2019: Джексі (режисер, сценарист)